# Przemko ścinawski

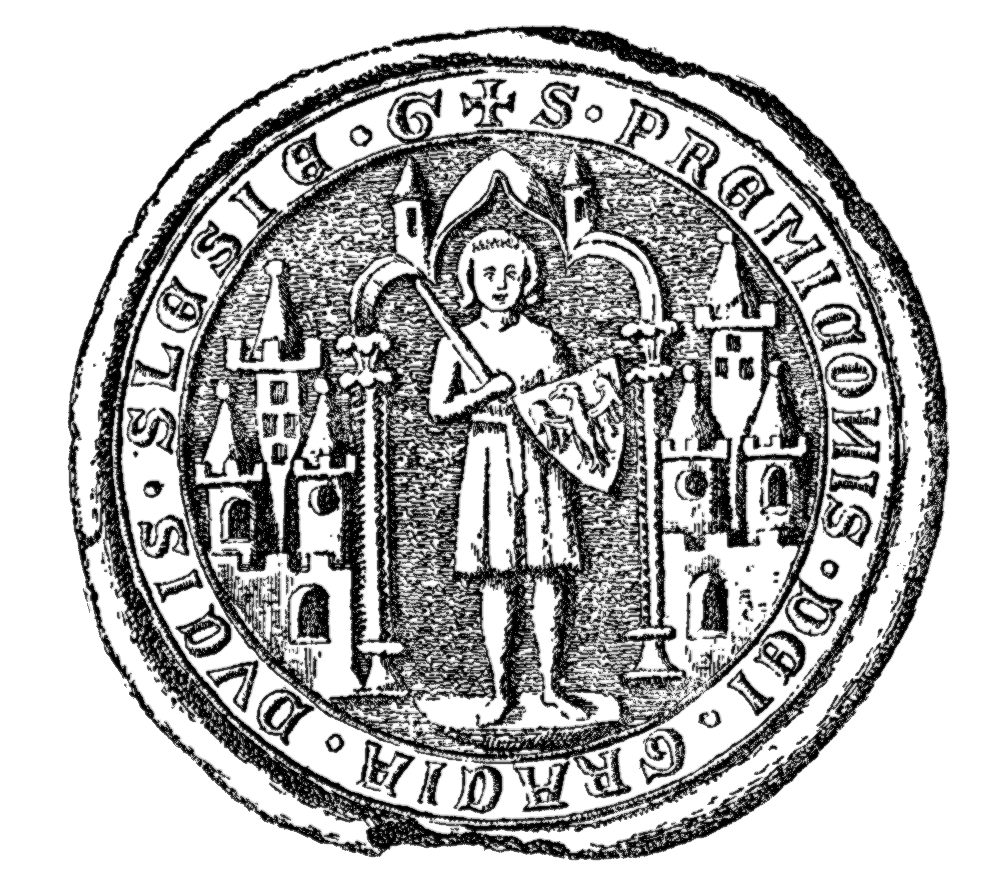
Pieczęć piesza Przemka ścinawskiego z 1284

Przemko (Przemysł) ścinawski (żagański)  (ur. między 1265 a 1271, zm. 26 lutego 1289) – książę żagański (1278–1284) i ścinawski (1284–1289).

## Panowanie
Najmłodszy syn księcia głogowskiego Konrada I i Salomei (córki księcia wielkopolskiego Władysława Odonica). Po śmierci ojca (1273 lub 1274) pod opieką brata Henryka III głogowskiego. Dopiero w 1278 otrzymał dzielnicę żagańską (z Żaganiem, Szprotawą i Nowogrodem Bobrzańskim). Już około 1281 znalazł się w zależności lennej od Henryka IV Probusa.
W 1284 sprowadził z Nowogrodu Bobrzańskiego do Żagania kanoników regularnych św. Augustyna. W tym samym roku na skutek nacisków Probusa wymienił się ze swoim bratem Konradem II Garbatym na Ścinawę (Probus wolał mieć u swych granic księcia bardziej uległego). Przemko, podobnie jak jego brat Henryk III, był wiernym wykonawcą polityki Probusa, popierając go we wszystkich ważniejszych przedsięwzięciach,  także w konflikcie z biskupem wrocławskim Tomaszem. Kiedy  Henryk IV Probus podjął działania zmierzające do opanowania Krakowa po śmierci Leszka Czarnego w 1288, nie mogło tam zabraknąć księcia ścinawskiego.

## Śmierć
Przemko zginął podczas wyprawy w bitwie pod Siewierzem, między siłami koalicji Bolesława II, księcia Płocka i Władysława Łokietka a siłami Henryka Probusa. Data bitwy podana w kronice Jana Długosza to 26 lutego 1290, jednak bardziej prawdopodobna wydaje się data 26 lutego 1289, podawana przez inne źródła.

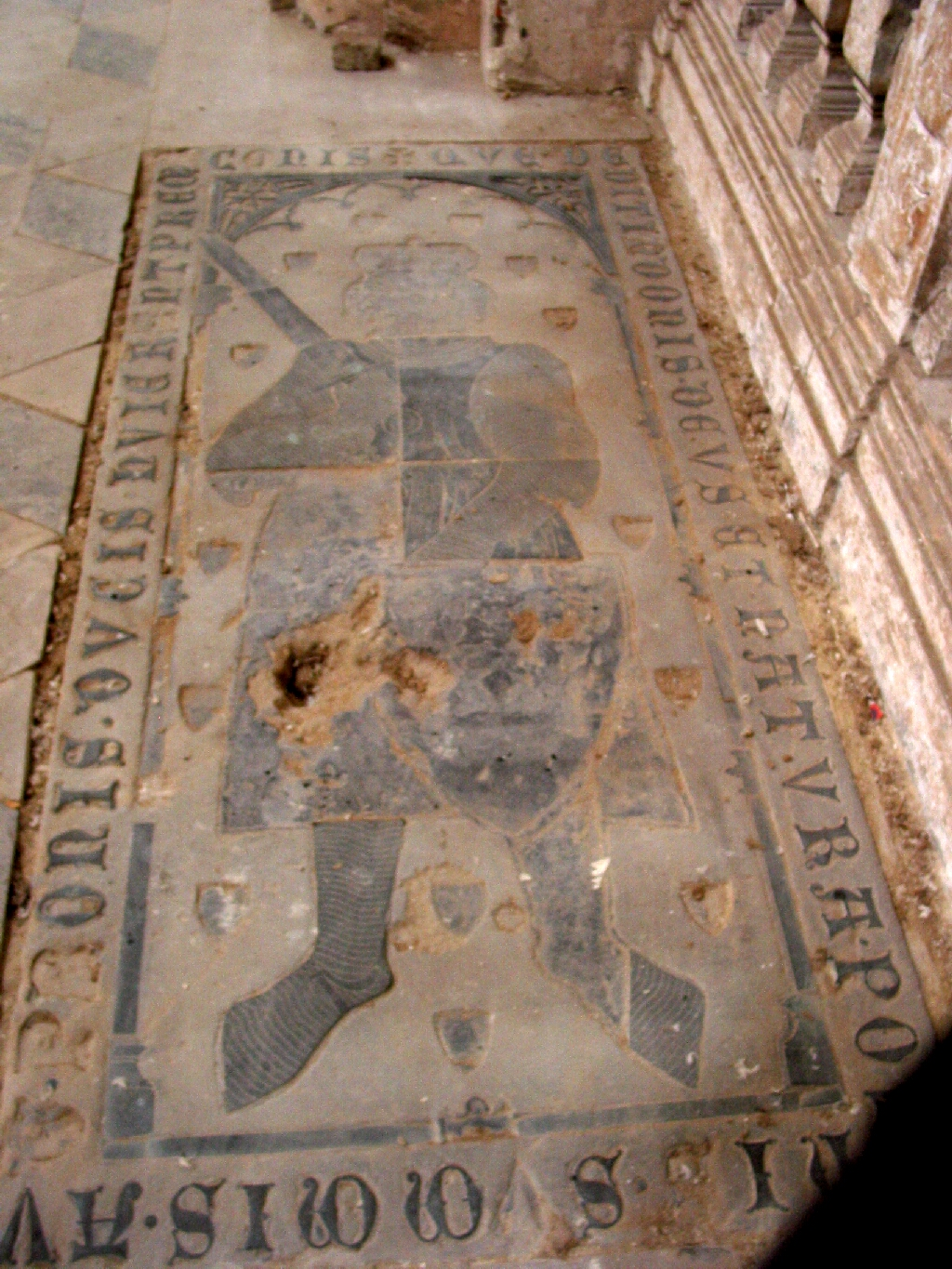
Grobowiec Przemka Ścinawskiego w klasztorze cystersów w Lubiążu

O śmierci Przemka informują nas w niezwykle barwnym opisie: Nagrobków książąt śląskich i Kroniki książąt polskich. Według tych relacji nie była to zwykła śmierć podczas zamieszania bitewnego, lecz księcia już po wzięciu do niewoli miano obedrzeć ze zbroi i dobić.
Klucza do interpretacji zapisu obu źródeł, a zwłaszcza pierwotnych Nagrobków należy szukać w ich pochodzeniu. Nagrobki książąt śląskich powstały w klasztorze cysterskim w Lubiążu i tutaj prawdopodobnie leży główna przyczyna dramatycznego opisu końca młodego księcia. Trzeba było po prostu znaleźć uzasadnienie wrogości i późniejszych walk książąt głogowskich z Władysławem Łokietkiem w drugiej połowie lat dziewięćdziesiątych XIII wieku i na początku wieku następnego. Zresztą niby dlaczego Bolko, książę Opola, również wzięty do niewoli w tej samej bitwie, miał być traktowany inaczej. Linia Piastów głogowskich była ściśle powiązana z klasztorem lubiąskim. To właśnie w Lubiążu książę ściniawski został pochowany, to właśnie temu klasztorowi udając się na tę wyprawę zapisał dwie wsie – Łososzkowice (obecnie Łososiowice) i Żyrków (Żerków w powiecie wołowskim), co miało mu zapewnić pamięć i poparcie cystersów.
W kilkanaście lat po śmierci Przemka pod Siewierzem powstała w Lubiążu doskonałej roboty płyta nagrobna, której napis Wszystko, co Bóg i natura dały Polakom najlepszego, najwznioślejszego, było udziałem księcia Przemka ("Que dedit in donis
Deus et natura Polonis * Summis aut pronis * Ducis erant Premeconis") z pewnością wpłynął na wyobraźnię mieszkających tam zakonników. Książę Ścinawy zginął więc prawdopodobnie podczas zamieszenia bitewnego, możliwe że w niejasnych okolicznościach. Wątpliwe jest, aby Władysław Łokietek i Bolesław II, czy też ich rycerze mieli zamordować z zimną krwią księcia Przemka. W przypadku jego pojmania zdecydowaliby się raczej na zarobek przy wykupie jeńca pochodzącego z książęcej dynastii, nie narażając się przy tym na zemstę rodową. W polityce Henryka III głogowskiego względem Łokietka nie widać też specjalnych znaków wrogości cechujących władcę Głogowa choćby na linii stosunków z Henrykiem V Brzuchatym. Przemko ścinawski nigdy się nie ożenił i nie pozostawił następców, był mężnym  rycerzem który poległ za sprawę zjednoczenia Polski i wiernym wasalem Henryka IV Probusa. 
Po śmierci Przemka Henryk IV, powołując się na prawa zwierzchnie, przyłączył Ścinawę do księstwa wrocławskiego.

## Fundacje miejskie Przemka
Książę na swym koncie ma 5 lokacji miast śląskich na prawie magdeburskim: Żagania, Lubina, Przemkowa, Wołowa i Wińska. 

### Żagań
Pierwsza historyczna wzmianka o Żaganiu pochodzi z 1202 roku. Żagań został lokowany na prawie magdeburskim przez księcia Przemka w 1280 roku. Dokument lokacyjny tego miasta nie zachował do naszych czasów, ale dokument jest uznany za falsyfikat. Żagań był stolicą księstwa żagańskiego i żagańsko-głogowskiego władanego przez władców wywodzących z Piastów śląskich. Później po jego śmierci Henryk III głogowski 1304–1309. Później po jego śmierci przy podziale ojcowizny Żagań został we władaniu przez jego najstarszego syna Henryka IV Wiernego, który stał się protoplastą linii głogowsko-żagańskiej przetrwała do 1504 roku.

### Lubin
Powstanie Lubina i jego historii nie są do końca znane, ale dotychczasowe badania datują założenie miasta na 1170 rok a pierwotnie lokowane na rok 1202. Dystrykt lubiński wchodzący w skład księstwa głogowskiego, przeszedł po 1273 roku do księstwa ścinawskiego. Wkrótce po Konradzie I głogowskim władzę przejął tutaj Przemko. W 1288 roku książę Przemko ponownie lokował Lubin na prawie magdeburskim.

### Przemków
Nie jest pewne, czy miasto założone zostało na tzw. surowym pniu (czyli w miejscu, gdzie nie było wcześniej żadnej osady), czy też istniała już tam jakaś osada targowa. Wiadomo jednak, że książę Przemko zamyślał uczynić Przemków ośrodkiem wymiany i produkcji rzemieślniczej dla najbliższej okolicy. Dokument lokacyjny miasta nie zachował się, ale niemieccy historycy podają, iż był wystawiony 8 lipca 1280 roku.

### Wołów
Niestety wystawiony dokument zaginął, ale źródła podają, że Wołów został założony w 1285 roku. Nie znamy zatem bliższych szczegółów ani nawet daty wołowskiego procesu lokacji. Można jednak z dużym prawdopodobieństwem przyjąć, że prawa miejskie otrzymał Wołów zapewne z rąk księcia Przemka zdecydowanego zwolennika prowadzenia na Śląsku intensywnej akcji lokacyjnej. W działalności lokacyjnej książę zdobył więc sporo doświadczeń, które wykorzystywał w kolejnych lokacjach, w tym  wołowskiej. Wobec zaginięcia wołowskich dokumentów nie da się dokładnie opisać ówczesnego ustroju miasta.

### Wińsko
W dokumencie potwierdzającym posiadłości klasztoru w Lubiążu pochodzącym z roku 1217 znajduje się zapis „Wroblino juxta vin” przez niektórych badaczy jest on traktowany jako najwcześniejsza wzmianka o Wińsku. Natomiast za pierwszy pewny historyczny przekaz mówiący o Wińsku, przyjmuje dokument wydany w roku 1280, w którym został wymieniony proboszcz tutejszego kościoła Nicolaus. W 1285 roku zostało lokowane na prawie magdeburskim przez księcia Przemka. 